# Aulacoscelis vogti
Aulacoscelis vogti is een keversoort uit de familie schijnhaantjes (Orsodacnidae). De wetenschappelijke naam van de soort werd in 1959 gepubliceerd door Francisco de Asis Monrós.